# Alfred Koch (Mediziner)

Alfred Koch (2001)

Alfred Koch (* 23. Juni 1907 in Münster; † 18. August 2013 ebenda) war ein deutscher Internist, Fliegerarzt, Sportmediziner und Hochschullehrer.

## Leben
Nach dem Abitur am Realgymnasium in Münster 1926 studierte er an der Universität Münster Medizin, trat 1929 als Sanitätsoffiziersanwärter in die Kriegsmarine ein und schloss 1931 das Studium mit dem ärztlichen Staatsexamen und 1932 mit der Promotion zum Dr. med. ab. 1928 absolvierte er die staatliche Prüfung als Turn- und Sportlehrer.
Nach fliegerischer Ausbildung in Warnemünde erfolgte 1933 die Abordnung an die Universitätskliniken Hamburg-Eppendorf für eine Ausbildung in Innerer Medizin und Luftfahrtmedizin. 1936 war er als Sportarzt im Olympischen Dorf bei Berlin eingesetzt. Es folgten ärztliche Tätigkeiten am Marinelazarett Kiel-Wik und bei der Erprobungsstelle Travemünde, ehe er von 1937 bis 1939 seine wissenschaftliche Ausbildung an der Medizinischen (internistischen) Universitätsklinik Köln fortsetzte.
Während des Zweiten Weltkriegs versah Koch leitende Funktionen als Sanitätsoffizier der Luftwaffe an der Ost- und Westfront. Als Kopilot einer als Sanitätsmaschine eingesetzten Ju 52 überlebte er deren Abschuss. Später wurde er Chefarzt der Luftwaffenlazarette in Bukarest sowie in Halle-Dölau. Im Lazarett Halle-Dölau fungierte er zugleich als Nationalsozialistischer Führungsoffizier, ohne selbst Mitglied der NSDAP zu sein. Koch erhielt im Kriegsverlauf vielfältige militärische Auszeichnungen, unter anderem das Eiserne Kreuz II. und I. Klasse, das Kriegsverdienstkreuz 2. Klasse mit Schwertern, die Ostmedaille, den Krimschild und die Frontflugspange (Bronze), außerdem verschiedene rumänische Orden. Bei Kriegsende war Koch Oberstarzt.
Nach amerikanischer Kriegsgefangenschaft setzte er seine ärztliche Tätigkeit 1946 als Chefarzt der Abteilung für Innere Medizin im Clemenshospital Münster fort, wurde 1951 Privatdozent an der dortigen Universität und 1956 außerplanmäßiger Professor. Die Emeritierung erfolgte 1972.
Koch publizierte zahlreiche Untersuchungen zur Luftfahrtmedizin und zur Sportmedizin. Er war Mitherausgeber des Journal of Sportsmedicine and Physical Fitness. Selbst sportlich und gesundheitserzieherisch immer aktiv war er von 1953 bis 1957 Präsident des Deutschen Sportärztebundes. Gemeinsam mit Frohwalt Heiß erreichte er 1951 für die Bundesrepublik Deutschland die Aufnahme des Deutschen Sportärztebundes in die FIMS und wurde ein Jahr später in das Exekutivkomitee des Weltverbandes für Sportmedizin aufgenommen. Der Deutsche Sportärztebund verlieh ihm 1988 die Goldene Ehrennadel als ihre höchste Auszeichnung. Der Sportärztebund Westfalen ernannte ihn zum Ehrenpräsidenten.
Berufspolitisch betätigte er sich auch in der Deutschen Gesellschaft für Luft- und Raumfahrtmedizin. Noch im Alter von 100 Jahren saß er am Steuer eines einmotorigen Flugzeugs.
Alfred Koch war auch über hundertjährig noch sportlich aktiv (Golf). Er war der letzte noch lebende Oberst der Wehrmacht und der letzte noch lebende Olympiaarzt der Olympischen Spiele von 1936.

## Schriften (Auswahl)
- Meine Lebensakrobatik. Coppenrath, Münster 2000, ISBN 3-8157-2121-0.
- Lebensmotor Rhythmus. Coppenrath, Münster 2007, ISBN 978-3-8157-8137-1.